# ارزش منصفانه
ارزش منصفانه (انگلیسی: Fair value) در حسابداری و اقتصاد، به برآورد منطقی و بی‌طرف از قیمت بالقوه بازار یک کالا، خدمات یا دارایی اطلاق می‌گردد. در محاسبه میزان ارزش منصفانه، فاکتورهای عینی مانند: هزینه‌های خرید، تولید و توزیع، هزینه‌های تعویض یا هزینه‌های جایگزینی، تسهیلات واقعی، هزینه‌های عرضه در مقابل تقاضا، همچنین هزینه‌های مرتبط با عدم قطعیت‌ها و ریسک، هزینه بازگشت سرمایه، در نظر گرفته می‌شوند.